# Batalion Strzelców Gnieźnieńskich
Batalion Strzelców Gnieźnieńskich – polski oddział piechoty wchodzący w skład wojsk powstańczych okresu insurekcji kościuszkowskiej.

## Formowanie
Batalion zorganizowany został we wrześniu 1794 w Gnieźnieńskiem. Po sformowaniu, 300 osobowy oddział przegrupował się do obozu wojsk powstańczych pod Słupcą i wszedł w skład dywizji gen. mjr. Jana Henryka Dąbrowskiego. Oddział nie zachował samodzielności i przyłączono go do batalionu strzelców 19 regimentu płk. Michała Sokolnickiego.